# Mac OS X v10.1
Mac OS X v10.1（其代號為「Puma」，字面解作「美洲獅」）是蘋果公司的桌面及伺服器作業系統，也是MacOS（前身稱為Mac OS X）的第二代重要版本。它取代了Mac OS X v10.0，其後續版本為Mac OS X v10.2。這個操作系統最初於2001年9月25日發布，Mac OS X 10.0的用戶可免費更新。蘋果公司的員工在史提夫·喬布斯於三藩市塞伯德（Seybold）的發布會發表主題演講後免費獲得該操作系統。隨後，它於2001年10月25日在銷售蘋果公司產品的Apple Store及其他零售商店中分發給Mac用戶。該操作系統比Mac OS X 10.0更受歡迎，儘管批評家聲稱該操作系統仍缺乏某些功能並且受到錯誤困擾。

## 系统要求
- 支持的電腦:Power Mac G3, G4, G4 Cube, iMac G3, DV, eMac, PowerBook,或iBook
- 內存容量的要求:128 MB (最低要求為64 MB)
- 可用硬盤空間:1.5 GB

## 新特性
蘋果聲稱Mac OS v10.1 Puma 有多種新特性，包括：
- 性能增強 — Mac OS X v10.1 整個系統的性能提升了
- 更容易刻錄 CD 及 DVD — better support in Finder as well as iTunes
- DVD播放支持 — DVDs 可以在蘋果DVD播放機中播放
- 更多打印機的支持 (超過200個型號的打印機支持) — 一個主要投訴是 Mac OS X v10.1沒有打印機驅動程序,雖然蘋果試圖糾正這種情況，包括更多的驅動程序，但仍然有不足夠的。
- Faster 3D (比OpenGL 快20%) — OpenGL的驅動程序,大大提高了處理這一版本的Mac OS X的3D效能。
- 改進 AppleScript — 腳本接口允許腳本進行多系統工作, 例如 the Printer Center 及終端等,而提高可定制的界面。同時，蘋果推出AppleScript的工作室，允許用戶以AppleScript應用程序創建一個簡單的圖形界面。
- ColorSync 4.0, 管理系統的色彩及API
- Image Capture, for acquiring images from digital cameras and scanners.

## 版本历史
| Mac OS X 版本 | 建造編號 | 發佈日期       |
| ------------- | -------- | -------------- |
| 10.1          | 5G64     | 2001年9月25日  |
| 10.1.1        | 5M28     | 2001年11月13日 |
| 10.1.2        | 5P48     | 2001年12月20日 |
| 10.1.3        | 5Q45     | 2002年2月19日  |
| 10.1.4        | 5Q125    | 2002年4月17日  |
| 10.1.5        | 5S60     | 2002年6月6日   |